# Barrabas (toneelstuk)
Barrabas is een toneelstuk van Nordahl Grieg.

## Toneelstuk
Grieg schreef zijn versie van het Bijbelverhaal Barabbas, een strijd tussen goed (pacifisme van Jesus) en kwaad (opstand der verworpenen), in 1927. De versie van Grieg werd gezien als avant-garde. Datzelfde jaar ging het werk in première op 26 oktober in het Nationaltheatret in Oslo. Het toneelstuk kent slechts een aantal rollen die specifiek zijn aangeduid, de rest wordt in het originele programmaboek aangeduid met medewerkende(n). De aangeduide rollen zijn voor Barrabas, een Christelijk meisje, Jezus van Nazareth, Pilatus, Kaiphas en Nicodemus. August Oddvar speelde Barrabas, Johanne Dybwad regisseerde. Stub Wiberg speelde Nicodemus en Christian Halsdan (normaal regisseur) bevond zich onder de “medewerkers”. 
De huiscomponist en -dirigent Johan Halvorsen schreef voor de in totaal twaalf voorstellingen enige muziek ter inleiding, maar de muziek is zoekgeraakt. Er is niets meer van terug te vinden.